# Lobelia stuhlmannii
Lobelia stuhlmannii là loài thực vật có hoa trong họ Hoa chuông. Loài này được Schweinf. ex Stuhlmann mô tả khoa học đầu tiên năm 1893.